# نیتمازپام
نیتمازپام (انگلیسی: Nitemazepam) یک مشتق بنزودیازپین است که نخستین بار در دهه ۱۹۷۰ میلادی سنتز شد اما هرگز به بازار عرضه نشد. این دارو در سال‌های اخیر به‌عنوان یک داروی طراح فروخته می‌شود و نخستین بار در سال ۲۰۱۷ در اروپا به‌طور قطعی شناسایی شد. این ماده به ۷-آمینونیتمازپام، نیمتازپام، ۳-هیدروکسینیتمازپام، تمازپام و نیمتازپام گلوکورونید متابولیزه می‌شود.